# Gare de Crombies
La  gare de Crombies  est une gare ferroviaire historique canadienne, située au Canton d’Amaranth, à huit kilomètres au sud-est du village de Shelburne, dans la Province de l'Ontario. 
C'était une halte voyageurs, avec arrêt sur demande, desservie par des trains du Canadien Pacifique. Déplacé vers un site du musée à Shelburne en 1969, elle est située au Musée du comté de Dufferin depuis 1993.

## Situation ferroviaire

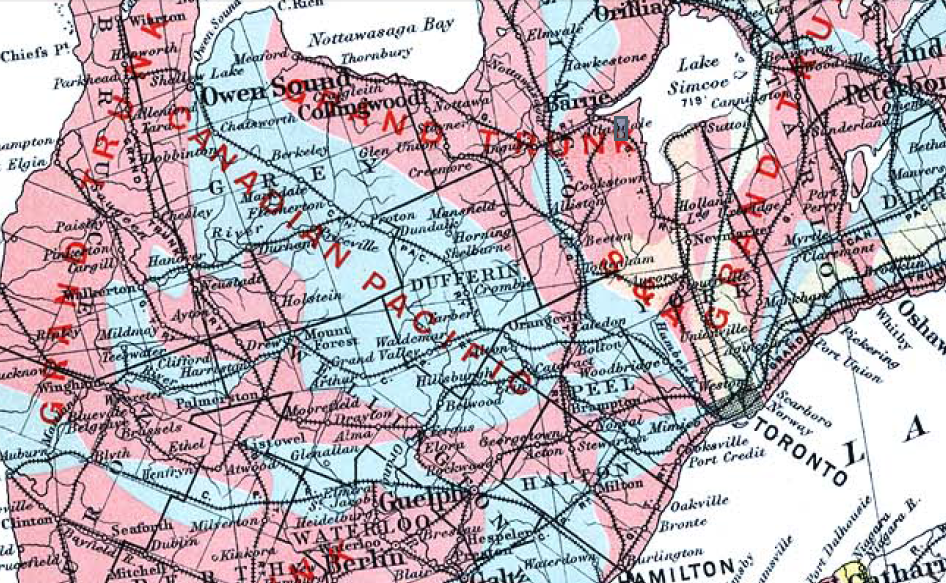
Carte montrant la gare, en région bleu au centre de l'image, juste sous le mot "Dufferin".

La gare se trouvait sur la ligne d’embranchement d’Orangeville Junction vers Teeswater , au sud-est du village de Shelburne, juste au nord et à l’ouest de l’intersection du Third Line et du 20th Sidroad . Elle se trouve au mille 11,5 de la subdivision d'Owen Sound de la division de Bruce du Canadien Pacifique, avec une voie de passage d'une capacité de 44 wagons, long de 2215 pieds. La gare se trouve à une élévation de 1604,7 pieds .

## Histoire
La petite gare est construite en 1882 par le Chemin de fer Toronto, Grey et Bruce. Les résidents locaux qui voulaient prendre le train pouvaient le signaler avec un drapeau vert et blanc pour l’arrêter. Comme une installation sans personnel, la gare servait comme un abri dans lequel à attendre le train. La gare est déplacée vers un site de musée à Shelburne en 1969, elle repose maintenant Musée du comté de Dufferin  depuis 1993. Au Musée du comté de Dufferin, elle se présente en couleurs intérieures de 1926 et en couleurs extérieures historiquement correctes et fidèles aux spécifications du Chemin de fer Canadien Pacifique. Le musée a consulté les archives du Canadien Pacifique à Montréal pour en confirmer les couleurs, blanc crème et rouge bordeaux. La gare se présente au musée avec son banc original à l'intérieur et une petite poêle à charbon. Nous remarquons aussi à l'intérieur plusieurs noms gravés dans le bois; plusieurs passagers ennuyés ont gravé leurs noms en attendant le train. Le chariot à bagages en avant (voir l'image) vient plutôt de la gare d'Orangeville .
C’est un bâtiment à ossature de bois. Elle est en excellente condition, le bâtiment étant entièrement restauré.
Selon des informations disponibles au Musée, on doit noter qu'il n'y a pas de lieu portant le nom de Crombie dans le comté de Dufferin; les résidents locaux donnent ce nom à la gare qui se trouve sur les terres de Sam et Martha Crombie.